# Gerónimo Espejo
Gerónimo Espejo (Mendoza, 30 de septiembre de 1801 - Buenos Aires, 18 de febrero de 1889), militar mendocino, que participó en las campañas del general José de San Martín en Chile y Perú. Más tarde participó en la guerra del Brasil y en las guerras civiles argentinas. En sus últimos años, recopiló sus memorias de las expediciones de San Martín en varios libros, y colaboró en la obra historiográfica de Bartolomé Mitre.

## Biografía
El general Gerónimo Espejo nació en Mendoza, por entonces parte del Virreinato del Río de la Plata, el 30 de septiembre de 1801. Su padre fue don José Espejo, de origen español, y su madre fue doña Micaela Portus de Mariño, de origen hispano-portugués. Su familia tuvo una cierta posición económica y social, por lo que se le dio una educación no muy común en aquella época. En 1816 con tan sólo 15 años, se unió como soldado de infantería al Ejército de los Andes, luchando en las batallas de Chacabuco, Cancha Rayada y Maipú, además de participar en las dos campañas al sur de Chile, más precisamente en el Sitio de Talcahuano.
Participó en la campaña al Perú, donde el general San Martín lo ascendió al grado de teniente y le confió varias misiones especiales, sobre todo poco antes de la toma de Lima. Acompañó a San Martín a la entrevista de Guayaquil con Simón Bolívar. Intervino en la desastrosa campaña de los Puertos Intermedios.
Regresó en 1824 a Buenos Aires, donde ejerció como secretario militar del gobernador Martín Rodríguez y de su sucesor, Juan Gregorio de Las Heras. Se unió a la campaña del Brasil, y fue ayudante de campo de los generales Rodríguez y Alvear. Participó en la batalla de Ituzaingó.
De regreso de la Banda Oriental, fue ayudante y jefe de Estado Mayor del general Juan Lavalle, a órdenes de quien luchó en la batalla de Puente de Márquez y luego del general Paz, durante buena parte de las guerras que sostuvo la Liga del Interior. Después de la batalla de Oncativo, fue el jefe de Estado Mayor del coronel José Videla Castillo, gobernador unitario de la provincia de Mendoza. Participó en la batalla de Rodeo de Chacón, en la que Videla Castillo fue derrotado y perdió el gobierno provincial. Regresó junto a Paz, como ministro de guerra de la Liga del Interior, cargo al que renunció cuando el general fue capturado.
Fue uno de los oficiales del estado mayor del general Lamadrid en la batalla de La Ciudadela, tras la cual se exilió en Bolivia. Después de los desastres de Rodeo  de Chacón y de la Ciudadela, logró rescatar algunos baúles que contenía gran información y apuntes que él había escrito sobre la Campaña del Ejército de los Andes.
Regresó a la provincia de Tucumán en 1837, y en 1839 fue nombrado ministro de guerra de esa provincia y – por extensión – de toda la Coalición del Norte. Después de la derrota de Lavalle en la batalla de Quebracho Herrado, se incorporó a su ejército – ya ostentando el grado de coronel – durante sus campañas de La Rioja y Catamarca, y en la batalla de Famaillá. Después de esa derrota, se exilió nuevamente en Bolivia y más tarde pasó a Chile.
Regresó a Mendoza el 29 de enero de 1853, después de la batalla de Caseros, y prestó servicios en la guarnición de la ciudad. El 21 de enero de 1852, fue elegido senador provincial y, más tarde, senador suplente de la Confederación Argentina entre 1854 y 1855. Fue tesorero del Banco Nacional de Rosario, administrador de la aduana de esa ciudad, y director de estadística de la Confederación. Después fue oficial mayor del Ministerio de Guerra y Marina en 1858, luego fue Ayudante Mayor de Instrucción  General del Ejército y Subsecretario del Ministerio de Guerra y Marina en 1868.
Después de la batalla de Pavón permaneció varios años inactivo, dedicado al comercio. En 1868 fue empleado en la oficina de pagos del Ministerio de Guerra. Allí lo conoció el presidente Bartolomé Mitre, que quedó asombrado por su memoria para los hechos históricos en que había participado.
Después de que Mitre dejara la presidencia, mantuvo largas conversaciones con Espejo, a quien ayudó a compilar sus testimonios en sus libros: "Memoria Histórica", "San Martín y Bolívar. La entrevista de Guayaquil", "El paso de los Andes" y otros, en que describió las campañas del Libertador. Muchos de sus testimonios sirvieron a Mitre para componer su Historia de San Martín.
Tal vez por esos méritos algo inusuales, fue ascendido al grado de general de brigada en 1875, después de haber pasado a retiro. Muchos años después llegó a general de división, a los 81 años.
Se había casado en Buenos Aires con su sobrina, Carolina Espejo, en 1884 -teniendo él 81 años y ella, apenas 18 años-, y no tuvo descendencia. Falleció en Buenos Aires el 18 de febrero de 1889. Sus restos descansaron, primero en el Cementerio de la Recoleta, donde permanecieron hasta 1934, luego fueron trasladados a Mendoza, para reposar en el Campo Histórico El Plumerillo hasta el 15 de noviembre de 1980, donde fueron trasladados para el descanso definitivo, al liceo militar que lleva su nombre, Liceo Militar General Espejo.